# Veillonella alcalescens
Veillonella alcalescens è una specie di batterio appartenente alla famiglia delle Acidaminococcaceae.